# Séguédin
Séguédin is een plaats in de provincie Boulkiemdé in Burkina Faso. In 2005 woonden hier 1201 mensen.